# داليجان تركية
داليجان تركية (بالفارسية: دالیجان ترکیه) هي مستوطنة تقع في قسم فاروج الريفي في إيران. يقدر عدد سكانها بـ 83 نسمة بحسب إحصاء 2016.